# 渭州 (辽朝)
渭州，中国辽朝时设置的州。
辽圣宗开泰年间，辽国设置渭州，高阳军观察使。治今辽宁省彰武县西北90里四堡子乡，驸马都尉萧匹敌（萧昌裔）建头下军州。尚秦国王耶律隆庆女韩国长公主，以所赐媵臣建州城。显州东北二百五十里。一千户。后来成为国家直属的正州。金国废除。